# NGC 927
NGC 927 é uma galáxia espiral barrada (SBc) localizada na direcção da constelação de Aries. Possui uma declinação de +12° 09' 19" e uma ascensão recta de 2 horas, 26 minutos e 37,3 segundos.